# Two Plus Two Publishing
Two Plus Two Publishing ist ein US-amerikanischer Verlag für Fachbücher aus den Bereichen Poker und Glücksspiel. Gründer und Besitzer des Verlags sind die Pokerspieler und Autoren Mason Malmuth und David Sklansky.
Mit weltweit mehr als zwei Millionen verkauften Büchern, die in 15 verschiedene Sprachen übersetzt wurden, bezeichnet sich das Unternehmen als marktführender Anbieter von Büchern im Bereich Poker und Glücksspiel. Zu den bekanntesten der über 40 Bücher des Verlages gehören The Theory of Poker von David Sklansky und Harrington on Hold 'em von Dan Harrington.
Das Unternehmen betreibt ferner (als Two Plus Two Interactive) das derzeit größte englischsprachige Internetforum zu den Themen Poker und Glücksspiel. Bekanntheit erlangte das Forum durch seinen Beitrag zur Aufklärung des Betrugsskandals um die Onlinepokeranbieter UltimateBet und Absolute Poker.